# Бигорне
Бигорне (порт. Bigorne) — район (фрегезия) в Португалии, входит в округ Визеу. Является составной частью муниципалитета Ламегу. По старому административному делению входил в провинцию Траз-уж-Монтиш и Алту-Дору. Входит в экономико-статистический субрегион Доуру, который входит в Северный регион. Население составляет 39 человек на 2001 год. Занимает площадь 5,08 км².